# Lionel Gaudoux
Lionel Gaudoux, né le 30 mai 1995, à Livry Gargan, est un joueur professionnel de Basket-ball français.
Il évolue au poste d'ailier fort.

## Biographie
Né le 30 mai 1995 à Livry Gargan, il est d'abord passionné par le football et ne commence le basket-ball qu'à l'age de 17 ans à Est Val d'Oise Basket ou il joue deux saisons (2012-2014). Il part jouer en espoir à Vichy (Nationale 3) pour la saison 2014-2015, puis à Boulazac toujours en espoir en 2015-2016. Lors de la saison 2016-2017, il joue quelques matchs en Pro B avec Boulazac. Il évolue après deux saisons en  Nationale 2 en premier avec Le Puy (2017-2018) puis avec Montbrison. Il monte d'une division en signant à Pont-de-Chéruy (Nationale 1) pour deux saisons (2019-2021) ou lors de sa deuxième saison il marque 15 points par match 
.
Il part ensuite à Saint-Quentin (Pro B) pour la saison 2021-2022, ou il score 10,9 points par match. Il signe à Chalon-sur-Saône le 19 juillet 2022 en provenance de Saint-Quentin. Lors de cette première saison sous les couleurs chalonnaise, il participe à l'accession du club chalonnais lors des play-off d'accession. Lors de sa première saison en première division (BetClic Elite), il marque 11,1 points par match et aide l'équipe à se maintenir (14e, 14 victoires pour 20 défaites). Le 5 février 2025, il resigne pour trois saisons supplémentaire à Chalon, jusqu'en 2028.